# Kurt Eberhard
Pour les articles homonymes, voir Eberhard.
Kurt Eberhard (12 septembre 1874, Rottweil - 8 septembre 1947, Stuttgart) est un militaire de l'Empire allemand, de la République de Weimar et du Troisième Reich. Il est directement impliqué dans l'élimination des juifs de Kiev et Babi Yar.

## Jeunesse et Première Guerre mondiale
Il s'engage dans le 13e régiment d'artillerie de campagne (de) le 3 août 1892 comme Fahnenjunker. Lors du déclenchement de la Première Guerre mondiale il est affecté dans un régiment d'artillerie.
Le 27 janvier 1915 il est promu major. Il est commandant du régiment de l'artillerie de campagne no. 501.

## Carrière durant la République de Weimar 1919-1933
Du 1er avril 1923 jusqu'au 31 mars 1925 il commande la garnison à Ulm.
Le 31 mars 1925 il est nommé Generalmajor et quitte la Reichswehr le 1er avril 1925.
De 1926 à 1928, le colonel (Oberst a.D.) Kurt Eberhard vit à Ulm au numéro 3 de la König-Wilhelm-Strasse.

## Période du national-socialisme

### Avant-guerre
Il entre au NSDAP en 1938 et reçoit le numéro de membre 5 645 459 (entrée avec effet rétroactif au 1er mai 1937).
Le 20 avril 1939 il entre dans la SS (numéro de membre 323 045) avec le grade de Standartenführer (colonel) et, en 1940, est nommé Oberführer.
Le 26 août 1939 il est rappelé au sein de la Wehrmacht.

### Seconde Guerre mondiale: Wehrmacht
De 1940 jusqu'en mai 1941 il est affecté à l'État-major du commandant de l'unité Rückwärtiges Armeegebiet 550 placée en 1940 en France.
Le premier février 1941 il est nommé Generalmajor z.V. (zur Verfügung).
Du 13 mai 41 au 30 juin 1942 il est commandant de la Feldkommandatur 195,. En 1941-42 l'unité est transférée comme Stadt-Kommandantur à Kiev. De par sa fonction, il est impliqué dans l'élimination des juifs restés à Kiev (enfants, femmes et personnes âgées). Le 26 septembre 1941 il participe à une rencontre durant laquelle est décidé et planifié le massacre de Babi Yar.
Du premier juillet 1942 au 30 novembre 1942 il est mis en réserve (Führer-Reserve OKH) ; le 30 novembre 1942 il part de la Wehrmacht.

### Seconde Guerre mondiale: Schutzstaffel (SS)
Le 9 novembre 1942 il est promu chef de brigade de la Allgemeinen SS(en allemand Brigadeführer). Le 9 novembre 1944 il intègre l'État-Major du SS-Oberabschnitt Sud-Ouest à Stuttgart,.

## Après-guerre
Ayant été fait prisonnier par les États-Unis en novembre 1945, il se suicide à Stuttgart en captivité le 8 septembre 1947.

## Distinctions et signes honorifiques
- Ordre de l'Aigle rouge 4e classe[17]
- Croix de chevalier de l'Ordre royal de Hohenzollern avec glaives[17]
- Croix de fer (1914)[17]
  - 2e classe
  - 1re classe
- Ordre du Mérite militaire de Bavière 4e classe avec glaives et couronne[17]
- Croix de chevalier de l'Ordre d'Albert 1re classe avec glaives[17]
- Croix de chevalier de l'Ordre du Mérite militaire de Wurttemberg[17] le 18 décembre 1916 [18]
- Croix de chevalier de l'Ordre de la Couronne de Wurtemberg avec glaives [17]
- Croix de chevalier de l'Ordre de Frédéric 1re classe[17]
- Médaille de service wurtembergeois 2e classe[17]
- Croix hanséatique de Hambourg[17]
- Ordre de la Couronne de fer 3e classe avec décoration de guerre[17]
- Croix du Mérite militaire d'Autriche 3e classe avec décoration de guerre[17]
- Médaille en argent Imtiaz (de) avec sabres[17]
- Étoile de Gallipoli[17]
- Commandeur de l'Ordre du Mérite militaire bulgare[17]

## Distinctions et signes honorifiques national-socialistes
- SS-Zivilabzeichen no 176176[19] : Le SS-Zivilabzeichen est une petite épingle à cravate et représente l'adhésion à la SS quand l'uniforme n'est pas de mise. Les épingles SS pour personnes civiles étaient numérotées par ordre d'entrée, le no. 1 était porté par Adolf Hitler et le no. 2 par Heinrich Himmler[20].
- SS-Totenkopfring (anneau à tête de mort)[16],[21]